# A magyar jégkorong-válogatott mérkőzései 2011-ben
A magyar férfi jégkorong-válogatott 2011-ben a hazai rendezésű IIHF divízió I-es jégkorong-világbajnokságon vett részt, ahol a második helyen végzett.

## Eredmények
Barátságos mérkőzés
| 730. mérkőzés 2011. április 4. 18:00 (CET) | Magyarország                                            | 7 – 1                         | Horvátország | Zalaegerszeg Nézőszám: 490 Játékvezetők: Babic |
| 730. mérkőzés 2011. április 4. 18:00 (CET) | Magosi 2' 42' Vaszjunyin 10' 58' Benk 24' 27' Azari 52' | (2:0, 2:1, 3:0) (Jegyzőkönyv) | Novak 23'    | Zalaegerszeg Nézőszám: 490 Játékvezetők: Babic |

Barátságos mérkőzés
| 731. mérkőzés 2011. április 8. 19:00 | Magyarország                                 | 4 – 5                         | Szlovénia                                          | Budapest Nézőszám: 1600 Játékvezetők: Kincses |
| 731. mérkőzés 2011. április 8. 19:00 | Szirányi 14' Fekete 24' Ladányi 28' Nagy 34' | (1:3, 3:2, 0:0) (Jegyzőkönyv) | Leber 1' Rakovic 5' D. Rodman 6' 25' M. Rodman 29' | Budapest Nézőszám: 1600 Játékvezetők: Kincses |

Barátságos mérkőzés
| 732. mérkőzés 2011. április 9. 19:00 | Magyarország                                 | 5 – 1                         | Szlovénia     | Székesfehérvár Nézőszám: 2200 Játékvezetők: Haszonits |
| 732. mérkőzés 2011. április 9. 19:00 | Nagy 12' Benk 31' Ladányi 39' 40' Magosi 54' | (1:0, 3:1, 1:0) (Jegyzőkönyv) | D. Rodman 33' | Székesfehérvár Nézőszám: 2200 Játékvezetők: Haszonits |

Barátságos mérkőzés
| 733. mérkőzés 2011. április 12. 19:00 | Magyarország           | 2 – 3 (hu.)                        | Ukrajna                       | Budapest Nézőszám: 1500 Játékvezetők: Babic |
| 733. mérkőzés 2011. április 12. 19:00 | Ladányi 8' Pozsgai 10' | (2:1, 0:0, 0:1, 0:1) (Jegyzőkönyv) | Shafarenko 16' 63' Donika 10' | Budapest Nézőszám: 1500 Játékvezetők: Babic |

Barátságos mérkőzés
| 734. mérkőzés 2011. április 13. 18:00 | Magyarország       | 2 – 3 (bü.)                             | Ukrajna                                      | Dunaújváros Nézőszám: 2500 Játékvezetők: Kincses |
| 734. mérkőzés 2011. április 13. 18:00 | Vas M. 8' Benk 40' | (1:1, 1:1, 0:0, 0:0, 0:1) (Jegyzőkönyv) | Materukhin 16' Pobiedonostsev 31' Tsyrul 65' | Dunaújváros Nézőszám: 2500 Játékvezetők: Kincses |

Divízió I-es jégkorong-világbajnokság
 Hungary-Netherlands, WC. Div.I. - 17th April, 2011. YouTube
| 735. mérkőzés 2011. április 17. 19:30 (CET) | Hollandia                                         | 3 – 7                         | Magyarország                                                             | Budapest Nézőszám: 7 961 Játékvezetők: Dumas |
| 735. mérkőzés 2011. április 17. 19:30 (CET) | Hagemeijer 32' van Schagen 33' van den Heuvel 59' | (0:4, 2:1, 1:2) (Jegyzőkönyv) | Sikorcin 14' Horváth 16' Kovács 18' Sofron 19' 29' Vas M. 44' Vas J. 56' | Budapest Nézőszám: 7 961 Játékvezetők: Dumas |

Divízió I-es jégkorong-világbajnokság
 Hungary-Korea, WC. Div.I. - 18th April, 2011. YouTube
| 736. mérkőzés 2011. április 18. 19:30 (CET) | Magyarország                                       | 6 – 3                         | Dél-Korea                                 | Budapest Nézőszám: 7 366 Játékvezetők: Dremelj |
| 736. mérkőzés 2011. április 18. 19:30 (CET) | Vas M. 6' Holéczy 10' Sofron 18' 56' 59' Kóger 56' | (3:1, 0:0, 3:2) (Jegyzőkönyv) | Lee D. K. 15' Kim S. W. 46' Sin S. W. 50' | Budapest Nézőszám: 7 366 Játékvezetők: Dremelj |

Divízió I-es jégkorong-világbajnokság  Hungary-Spain, WC. Div.I. - 22nd April, 2011. YouTube
| 737. mérkőzés 2011. április 22. 19:30 (CET) | Magyarország | 13 – 1                        | Spanyolország | Budapest Nézőszám: 8 479 Játékvezetők: Bergamelli |
| 737. mérkőzés 2011. április 22. 19:30 (CET) | Pozsgai 10' Benk 11' Horváth 12' 29' Ladányi 16' Magosi 17' Palkovics 32' 48' Kovács 36' 52' Galanisz 49' Bartalis 53' Sofron 57' | (5:0, 3:0, 5:1) (Jegyzőkönyv) | Brabo 47'     | Budapest Nézőszám: 8 479 Játékvezetők: Bergamelli |

Divízió I-es jégkorong-világbajnokság
 Hungary-Italy, WC. Div.I. - 23rd April, 2011. YouTube
| 738. mérkőzés 2011. április 23. 19:30 (CET) | Olaszország                          | 4 – 3 (hu.)                        | Magyarország                        | Budapest Nézőszám: 8 723 Játékvezetők: Dumas |
| 738. mérkőzés 2011. április 23. 19:30 (CET) | Souza 4' Bartalis 10' 20' Helfer 61' | (3:1, 0:1, 0:1, 1:0) (Jegyzőkönyv) | Ladányi 12' Sikorcin 30' Vas M. 45' | Budapest Nézőszám: 8 723 Játékvezetők: Dumas |

Barátságos mérkőzés
| 739. mérkőzés 2011. november 11. 18:00 | Magyarország                   | 3 – 5                         | Japán                                               | Miskolc, jégcsarnok Nézőszám: 1000 Játékvezetők: Veit |
| 739. mérkőzés 2011. november 11. 18:00 | Nagy 22' Sikorcin 27' Benk 56' | (0:0, 2:3, 1:2) (Jegyzőkönyv) | Yamada 30' Sato 35' Ueno 37' Domeki 45' Ishioka 60' | Miskolc, jégcsarnok Nézőszám: 1000 Játékvezetők: Veit |

Barátságos mérkőzés
| 740. mérkőzés 2011. november 12. 17:00 | Olaszország            | 3 – 2 (hu.)                        | Magyarország     | Miskolc, jégcsarnok Nézőszám: 1500 Játékvezetők: Veit |
| 740. mérkőzés 2011. november 12. 17:00 | Iori 29' 63' Rocco 57' | (0:0, 1:2, 1:0, 1:0) (Jegyzőkönyv) | Vas 30' Hári 35' | Miskolc, jégcsarnok Nézőszám: 1500 Játékvezetők: Veit |

Barátságos mérkőzés
| 741. mérkőzés 2011. november 13. 17:00 | Magyarország | 1 – 4                         | Ausztria                                         | Miskolc, jégcsarnok Nézőszám: 1100 Játékvezetők: Pianezze |
| 741. mérkőzés 2011. november 13. 17:00 | Vas 26'      | (0:2, 1:2, 0:0) (Jegyzőkönyv) | Ulmer 6' Pirmann 20' Fischer 21' Pallestrang 40' | Miskolc, jégcsarnok Nézőszám: 1100 Játékvezetők: Pianezze |

Barátságos mérkőzés
| 742. mérkőzés 2011. december 14. 17:30 | Magyarország | 1 – 6                         | Lengyelország                                                                        | Csíkszereda Játékvezetők: Csomortáni Pachucki |
| 742. mérkőzés 2011. december 14. 17:30 | Magosi 7'    | (1:1, 0:4, 0:1) (Jegyzőkönyv) | Laszkiewicz 10' Rompkowski 24' Dziubinski 26' Zapala 28' Sarnik 39' Skrzypkowski 44' | Csíkszereda Játékvezetők: Csomortáni Pachucki |

Barátságos mérkőzés
| 743. mérkőzés 2011. december 15. 14:00 | Magyarország            | 2 – 3                         | Ukrajna                                  | Csíkszereda Játékvezetők: Gergely |
| 743. mérkőzés 2011. december 15. 14:00 | Galanisz 6' Somogyi 28' | (1:1, 1:0, 0:2) (Jegyzőkönyv) | Mikhnov 16' Kyrychenko 42' Bondariev 50' | Csíkszereda Játékvezetők: Gergely |

Barátságos mérkőzés
| 744. mérkőzés 2011. december 16. 17:30 | Románia                                      | 4 – 1                         | Magyarország | Csíkszereda Nézőszám: 1551 Játékvezetők: Csomortáni Luskan |
| 744. mérkőzés 2011. december 16. 17:30 | Antal 25' Becze 27' Szőcs 49' Basilidesz 59' | (0:0, 2:0, 2:1) (Jegyzőkönyv) | Gröschl 48'  | Csíkszereda Nézőszám: 1551 Játékvezetők: Csomortáni Luskan |

## Külső hivatkozások
- A Magyar Jégkorong Szövetség hivatalos honlapja